# Rhythmus (DDR)
Die Initiative Rhythmus war ein Unterfangen des staatlichen Komitees für Unterhaltungskunst in der DDR. Ziel war es, die Tanzmusik der DDR populärer zu machen.

## Geschichte
Anfang 1970 erging der Auftrag des Komitees für Unterhaltungskunst an die relevanten Institutionen, im konzentrierten Zusammenwirken aller Beteiligten zu neuen, jugendgemäßen und massenwirksamen Formen von Tanzmusik zu finden. Der Rundfunk der DDR, etwa die Musikredakteurin Luise Mirsch, startete zusammen mit dem DDR-Fernsehen und dem DDR-Plattenlabel Amiga die Initiative, die bis 1978 andauerte.
1971 wurden die Ergebnisse erstmals in einer öffentlichen Veranstaltung in der Ost-Berliner Kongresshalle vorgestellt. Anfangs wurden vor allem Schlager produziert, später überwiegend Pop- und Rockmusik. Neben Musikern aus der DDR waren Interpreten aus dem „sozialistischen Ausland“ vertreten. Regelmäßig wurden Konzertmitschnitte der öffentlichen Rhythmus-Veranstaltungen im DDR-Fernsehen übertragen.
Für die Rhythmus-Aktionen wurden insgesamt 1151 Titel produziert. Ausgewählte Titel der Rhythmus-Initiative wurden für die Veröffentlichung von „Rhythmus“-Schallplatten ausgewählt. Je ein Sampler wurde zwischen 1971 und 1978 vom Plattenlabel Amiga herausgegeben. Die Stilrichtungen reichen vom Schlager bis zur Rockmusik; vertreten sind ausschließlich damals etablierte Künstler. Auf den Alben erschienen die Rundfunk- oder Amiga-Produktionen der Titel, nicht die Live-Auftritte. Viele veröffentlichte Stücke sind keine originären Tanztitel. Die Schallplattenhüllen zeigen meist farblich verfälschte oder anderweitig verfremdete Fotos von Tanzveranstaltungen und weisen geschwungene Schriftzüge der Titel Rhythmus 71 bis Rhythmus 78 auf.
1978 fand die letzte Rhythmus-Veranstaltung statt, da die Musiker verstärkt eigene Alben herausgeben konnten. Dementsprechend endete die Serie der Rhythmus-Alben.

## Sonstiges
Eine weitere Initiative zur Förderung der Unterhaltungsmusik jener Epoche waren die „Tage der offenen Tür“, mit der 1969 Gruppen in verschiedenen DDR-Städten „entdeckt“ wurden. Eine zeitgleich von Amiga veröffentlichte Serie von Kompilationen waren die 16 hallo-Schallplatten, die von 1972 bis 1976 erschienen und vor allem Rockmusik enthielten.